# Gustav von Moser
Gustav von Moser (født 11. maj 1825 i Spandau, død 22. oktober 1903 i Görlitz) var en tysk lystspilforfatter.
Han besøgte Kadetakademiet og blev preussisk jægerofficer. Efter sit giftermål med en schlesisk godsejerdatter opgav han militærtjenesten og blev landmand på sin svigerfader von Reibnitz’ gods Holzkirch, som han overtog 1862. Hans interesse for alt, hvad der angik teatret, gav sig udslag i et dramatisk forfatterskab af harmløs art, idet han — ofte i samarbejde med andre som L'Arronge, Kalisch, Schönthan og Trotha — skrev henved 100 lystspil, der ofte hentede stof fra soldaterlivets muntre samvær med kammerater og mere overfladiske konflikter, som også kunde møde en officer. Hans mest yndede lystspil Das Stiftungsfest, Der Veilchenfresser (på dansk "Alt for Damerne", udpebet på Folketeatret af underofficerer), Der Bibliothekar, Krieg im Frieden er alle opførte på københavnske teatre og i de andre nordiske hovedstæder samt i provinserne. De virker ved stærkt kolorerede optrin og farceagtige forviklinger og har derved vundet et folkeligt publikums bifald. Hans Lustspiele foreligger samlede (22 bind, 1872—94).